# Igrzyska Małych Państw Europy 1991
4. Igrzyska Małych Państw Europy – czwarta edycja igrzysk małych krajów została zorganizowana w Andorze. Impreza odbyła się między 21 a 25 maja 1991 roku. W zawodach wzięło udział 697 zawodników.

## Klasyfikacja medalowa
| Klasyfikacja medalowa | Klasyfikacja medalowa | Klasyfikacja medalowa | Klasyfikacja medalowa | Klasyfikacja medalowa | Klasyfikacja medalowa |
| --------------------- | --------------------- | --------------------- | --------------------- | --------------------- | --------------------- |
| Pozycja               | Kraj                  | Złoto                 | Srebro                | Brąz                  | Suma                  |
| 1                     | Islandia              | 27                    | 19                    | 18                    | 64                    |
| 2                     | Luksemburg            | 23                    | 22                    | 15                    | 60                    |
| 3                     | Cypr                  | 22                    | 16                    | 23                    | 61                    |
| 4                     | Monako                | 8                     | 13                    | 14                    | 35                    |
| 5                     | San Marino            | 1                     | 2                     | 5                     | 8                     |
| 6                     | Malta                 | 1                     | 2                     | 4                     | 7                     |
| 7                     | Andora                | 0                     | 5                     | 9                     | 14                    |
| 8                     | Liechtenstein         | 0                     | 3                     | 3                     | 6                     |